# Amtzell
Amtzell è un comune tedesco di 4 322 abitanti situato nel land del Baden-Württemberg.